# Jurij Oganesjan
Jurij Colakovič Oganesjan (rusky Юрий Цолакович Оганесян, * 14. dubna 1933) je ruský (resp. sovětský) jaderný fyzik arménského původu z Rostova na Donu. Oganesjan je považován za předního světového výzkumníka v oblasti supertěžkých prvků. Spolu se svým týmem objevil nejtěžší známé prvky v periodické tabulce. Aktuálně je jedinou žijící osobou, po které byl pojmenován chemicky prvek (oganesson).

## Kariéra
Ve věku 28 let (roku 1961) se připojil do skupiny Georgije Fljorova v sovětském Spojeném ústavu jaderných výzkumů v Dubně.
Oganesjan je vědecký vedoucí Fljorovy laboratoře jaderných reakcí (LJR). V roce 2009 vědci ve Spojených státech potvrdili, že Oganessjanův tým objevil flerovium o více než deset let předtím. Ve svém výzkumu se zabývá ostrovem stability. Pokračuje rovněž v hledání olivínu v pallasitech v naději, že nalezne supertěžké prvky v přírodě.
V listopadu 2016 oznámila IUPAC, že na Oganesjanovu počest prvek 118 ponese jméno oganesson. Již před tímto oznámením bylo několik prvků pojmenováno po lidech, ale pouze seaborgium bylo rovněž pojmenováno po tehdy žijící osobě (Glennu Seaborgovi).